# Microloxia polemia
Microloxia polemia là một loài bướm đêm trong họ Geometridae.